# ジョン・アースキン (第23代マー伯)
第23代マー伯爵ジョン・アースキン（John Erskine, 23rd Earl of Mar, 1675年 - 1732年5月）は、イギリス・スコットランドの貴族、政治家。アン女王時代のトーリー党政権でスコットランド担当大臣を務めていたが、1714年にジョージ1世とホイッグ党によって解任された。それを恨んでジャコバイトとなり、1715年のジャコバイト蜂起ではジャコバイト軍の指揮官となった。

## 経歴
1675年に第22代マー伯チャールズ・アースキンとその妻メアリー・モール（第2代パンミュア伯爵ジョージ・モールの娘）の息子として生まれる。
1689年5月23日に父の死により爵位を継承。1697年にスコットランドの枢密顧問官に列する。イングランドとスコットランドの連合を支持し、1707年の連合の際にはその委員の一人を務めた。連合後、スコットランドの貴族代表議員として貴族院に議席を保有するとともにグレートブリテン王国枢密顧問官に列した。政治的には無定形で情勢に応じてホイッグ党とトーリー党を行き来していたので「浮動のジョン（Bobbing John）」と呼ばれた。1705年から1709年と1713年から1714年にかけてトーリー党政権において新設のスコットランド担当大臣を務めた。
しかし1714年8月にジョージ1世が即位するとトーリー党からホイッグ党への政権入れ替えが行われた。この際にマー伯もスコットランド担当大臣を解任された。ホイッグ政権はトーリー党の主要政治家たちを大逆罪で告発していったが、ホイッグ党による官職独占や重税への反発からイングランド各地で暴動が発生するようになった。フランスに亡命している大僭称者ジェイムズ・エドワードは王位奪還のチャンスが来たと見てジャコバイト蜂起を煽った。
マー伯も解任されたことを恨んでジャコバイトとなり、大僭称者支持を表明した。同じく解任されてジャコバイトになっていた初代ボリングブルック子爵ヘンリー・シンジョンは初代マールバラ公ジョン・チャーチルらトーリー党幹部の取り込みを図っていたが、それが完了する前の1715年9月6日にマー伯は独断でブレーマーで挙兵し、大僭称者から追認を受けた。マー伯の軍は9月14日にパースを占領した。それ以外にもスコットランド北東部でジャコバイト蜂起が続々と発生し、10月初めまでにはエディンバラやグラスゴー周辺や西部アーガイル公爵領を除いたスコットランド大部分がジャコバイトの手中に落ちた。
10月22日には大僭称者からジャコバイトの爵位としてスコットランド貴族爵位「マー公爵(Duke of Mar)」に叙せられている。
11月13日にはマー伯の軍とオランダ軍の支援を受けたアーガイル公ジョン・キャンベルの軍がシェリフミュアの戦いで対峙したが、マー伯の逡巡のために引き分けに終わった。この戦いで一気に勝利を決しえなかったことは、同日にトマス・フォースター率いるジャコバイト軍がブレストンを攻撃して大敗したことと併せてジャコバイトにとって致命的となった。その後、アーガイル公の軍、イングランド軍、オランダ軍の連合軍の増強を見てジャコバイト軍は瓦解し始めた。12月22日に大僭称者がフランスからアバディーン近くの港に上陸した時にはジャコバイト軍の敗北はすでに決していた。マー伯も大僭称者とともに逃避行を続け、結局1715年2月には部下たちを置き去りにしてモントローズから出航してフランスへ亡命していった。
1716年2月17日の議会の決議で全称号と全所有地が剥奪された。その後、大僭称者とマー伯はフランスからも見限られて追放され、イタリアへ逃れていったが、1717年にはスウェーデン国王カール12世の支援を受けて再度スコットランドへ進行する計画がマー伯を中心に立てられた。イングランド国内の協力者ロチェスター主教フランシス・アタベリーを連絡役にしていたが、この計画は事前に露見して失敗に終わった。
1717年11月10日には大僭称者からジャコバイトの爵位としてイングランド貴族爵位の「マー伯爵」位を与えられ、ついで1722年12月13日にもアイルランド貴族爵位の「マー公爵」位を与えられた。だがジャコバイト派の間でも徐々に信用を落とし、1724年には大僭称者への勤仕を止めた。1732年5月にドイツの帝国自由都市アーヘンで死去した。
英国本国では爵位が剥奪されているため、息子のトマス・アースキンは爵位を継承できなかったが、娘フランセス・アースキンと甥ジェイムズ・アースキン（弟ジェイムズ・アースキンの息子）の間の子であるジョン・アースキンは、1824年6月27日の議会法によりマー伯位の回復を認められている。

## 栄典

### 爵位
1689年5月23日に父チャールズ・アースキンの死去により以下の爵位を継承。
- 第23代マー伯爵 (23rd Earl of Mar)
（1115年頃創設のスコットランド貴族爵位）
- 第6代マー伯爵 (6th Earl of Mar)
（1565年創設のスコットランド貴族爵位）
- 第11代アースキン卿（英語版） (11th Lord Erskine)
（1438年頃創設のスコットランド貴族爵位）

1716年2月17日の議会の決議により上記の爵位が剥奪された。
1715年10月22日に大僭称者ジェイムズ・エドワードから以下のジャコバイトの爵位を与えられる。
- 初代マー公爵（英語版）(1st Duke of Mar)
（ジャコバイトのスコットランド貴族爵位）
- 初代アースキン侯爵(1st Marquess of Erskine)
（ジャコバイトのスコットランド貴族爵位）
- 初代キルドラミー伯爵(1st Earl of Kildrummie)
（ジャコバイトのスコットランド貴族爵位）
- 初代ゲイロック子爵(1st Viscount Gairloch)
（ジャコバイトのスコットランド貴族爵位）
- 初代アロア卿(1st Lord of Alloa)
（ジャコバイトのスコットランド貴族爵位）

1717年11月10日に大僭称者ジェイムズ・エドワードから以下のジャコバイトの爵位を与えられる。
- 初代マー伯爵(1st Earl of Mar)
（ジャコバイトのイングランド貴族爵位）

1722年12月13日に大僭称者ジェイムズ・エドワードから以下のジャコバイトの爵位を与えられる。
- 初代マー公爵(1st Duke of Mar)
（ジャコバイトのアイルランド貴族爵位）

### 勲章
- 1707年、シッスル勲章勲爵士 (KT)[4]
- 1716年、ガーター勲章勲爵士 (KG)(ジャコバイト)[4]

## 家族
1703年4月6日に第7代キノール伯爵トマス・ヘイの娘マーガレット(生年不詳-1707)と結婚し、彼女との間に以下の子を儲けた。
- 第1子（長男）トマス・アースキン(1705-1766) - 儀礼称号でアースキン卿。ホイッグ党の庶民院議員

最初の妻との死別後の1714年に初代キングストン＝アポン＝ハル公爵エヴリン・ピアポントの娘フランセス(1690-1761)と再婚した。彼女との間に以下の子を儲けた。
- 第2子（長女）フランセス・アースキン (生年不詳-1776) - 従兄妹のジェイムズ・アースキンと結婚し、24代マー伯ジョン・アースキンを産む